# Schwedische Fußballnationalmannschaft (U-23-Frauen)
Die schwedische Fußballnationalmannschaft der U-23-Frauen ist eine Juniorinnenauswahl, die Schweden im internationalen Frauenfußball repräsentiert. Die Nationalmannschaft wurde 2007 gegründet und löste die bisherige U-21-Nationalmannschaft ab.
Weder die UEFA noch die FIFA bieten derzeit für diese Altersklasse einen offiziellen Wettbewerb an, daher ist der Nordic Cup, bei dem die Mannschaft auf die U-23-Mannschaften der stärksten europäischen Verbände sowie auf die Auswahl der USA trifft und der als inoffizielle Europameisterschaft gilt, wichtigster Termin für die schwedische U-23-Auswahl.

## Nordic Cup
Wird seit 2007 in der Altersklasse „U-23“ ausgetragen.
- 2007: Sechster
- 2008: Dritter